# Direktorium (Frankreich)

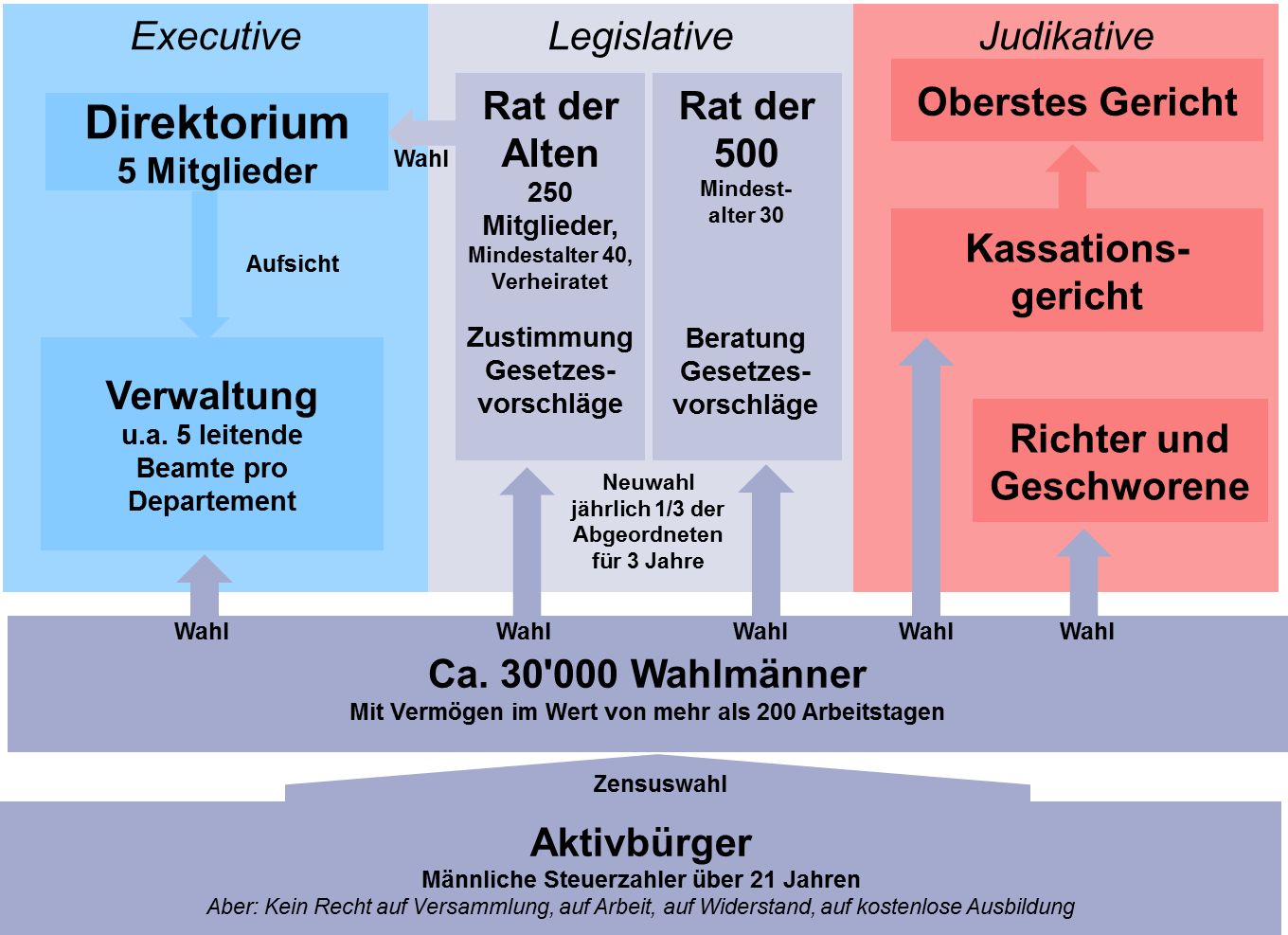
Die Verfassung der französischen Republik vom 22. August 1795

Lazare Nicolas Marguerite Carnot

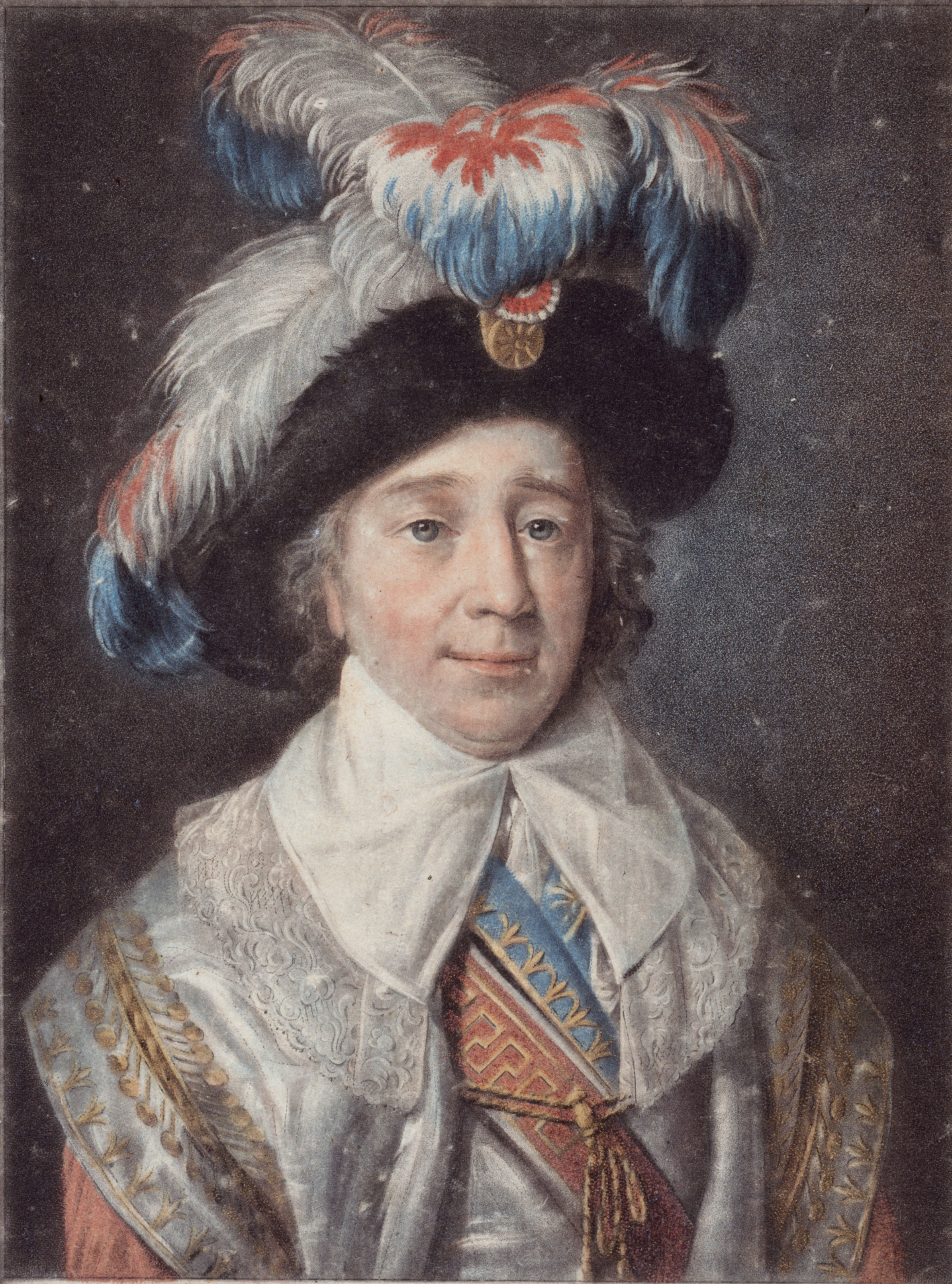
Paul de Barras

Das Direktorium (französisch Le Directoire; 26. Oktober 1795 – 24. Dezember 1799) war die letzte Regierungsform der Französischen Revolution. Die Staatsgewalt oblag im Wesentlichen einem fünfköpfigen Kollegialorgan, das als Exekutive ebenfalls als Direktorium bezeichnet wurde. Dieses System wurde zum Vorbild der nachfolgenden Direktorialsysteme in anderen Ländern.
Es ersetzte als Folge des Sturzes Maximilien de Robespierres am 9. Thermidor II (27. Juli 1794 im republikanischen Kalender) die Herrschaft des Nationalkonvents.

## Geschichte
Die Verfassung des Direktoriums (Verfassung des Jahres III) wurde am 22. August 1795 vom Nationalkonvent verabschiedet. Sie trat nach Volksabstimmung am 23. September in Kraft.
Erstmals wurde ein Parlament mit zwei Kammern eingeführt:
- Der Rat der Fünfhundert (franz. Le Conseil des Cinq-Cents)
- Der Rat der Alten (franz. Le Conseil des Anciens – 250 Mitglieder).

Die Kontrolle der Exekutive lag in der Hand eines fünfköpfigen „Vollziehungsdirektoriums“. Seine Mitglieder wurden vom Rat der Alten aus einer Liste, die vom Rat der Fünfhundert vorgelegt wurde, gewählt. Als eigentliche Exekutive unterstanden dem Direktorium die (damals sieben) Ministerien.
Am 12. Oktober 1795 begannen die ersten Wahlen; am 26. Oktober fand die letzte Sitzung des Konvents statt. Am 31. Oktober wurde das erste Direktorium gewählt.
Im 1. und 2. Direktorium hatte noch Graf Lazare Carnot die Meinungsführerschaft, nach dem Staatsstreich des 18. Fructidor V (4. September 1797) wurde das Direktorium durch ein Triumvirat kontrolliert (Paul de Barras, La Révellière-Lépeaux, Jean-François Reubell), in dem Barras dominierte.
Das von Barras beherrschte Direktorium wurde rasch zum Synonym für Korruption und Verschlechterung der Staatsfinanzen. Die Assignatenwährung unterlag einer starken Inflation trotz der militärischen Erfolge Napoleon Bonapartes im Italienfeldzug 1796–1797 und der hieraus resultierenden Kriegseinnahmen.
Ab dem 5. Direktorium wurde Emmanuel Joseph Sieyès zur führenden Persönlichkeit und konnte dadurch schon Napoleon den Weg bereiten. Napoleon selbst konnte jedoch nicht Mitglied des Direktoriums werden, da man dafür laut Verfassung mindestens 40 Jahre alt sein musste.
Napoleon Bonaparte stürzte das Direktorium am 18. Brumaire VIII (9. November 1799) und am folgenden Tag wurde er zum Ersten Konsul gewählt, die beiden Direktoriumsmitglieder Ducos und Sieyès wurden zunächst die beiden anderen Mitkonsuln des dreiköpfigen Konsulats.
Am 24. Dezember 1799 trat die Konsulatsverfassung in Kraft. Dieses Datum gilt als das Ende der Französischen Revolution und als Beginn des Konsulats.
Ob die Zeit des Direktoriums ein „Höhepunkt der revolutionären Demokratie“ war, wie der britische Historiker James Livesey meint, oder eine „Republik ohne Demokratie“ (so der Untertitel einer Darstellung der französischen Historiker Marc Belissa und Yannick Bosc), ist in der Forschung umstritten.
| _ Mitte (Thermidorianer) _ Rechts (Conservatives-Clichyens) _ Links (Radikale Republikaner) _ Andere (Marais)                                                               | _ Mitte (Thermidorianer) _ Rechts (Conservatives-Clichyens) _ Links (Radikale Republikaner) _ Andere (Marais) | _ Mitte (Thermidorianer) _ Rechts (Conservatives-Clichyens) _ Links (Radikale Republikaner) _ Andere (Marais) | _ Mitte (Thermidorianer) _ Rechts (Conservatives-Clichyens) _ Links (Radikale Republikaner) _ Andere (Marais) | _ Mitte (Thermidorianer) _ Rechts (Conservatives-Clichyens) _ Links (Radikale Republikaner) _ Andere (Marais) | _ Mitte (Thermidorianer) _ Rechts (Conservatives-Clichyens) _ Links (Radikale Republikaner) _ Andere (Marais) | _ Mitte (Thermidorianer) _ Rechts (Conservatives-Clichyens) _ Links (Radikale Republikaner) _ Andere (Marais) | _ Mitte (Thermidorianer) _ Rechts (Conservatives-Clichyens) _ Links (Radikale Republikaner) _ Andere (Marais) | _ Mitte (Thermidorianer) _ Rechts (Conservatives-Clichyens) _ Links (Radikale Republikaner) _ Andere (Marais) | _ Mitte (Thermidorianer) _ Rechts (Conservatives-Clichyens) _ Links (Radikale Republikaner) _ Andere (Marais) |
| --- | --- | --- | --- | --- | --- | --- | --- | --- | --- |
| | Paul Barras 2. November 1795 – 9. November 1799                                                               | | Louis-Marie de la Révellière 2. November 1795 – 18. Juni 1799                                                 | | Jean-François Reubell 2. November 1795 – 16. Mai 1799                                                         | | Lazare Carnot 2. November 1795 – 4. September 1797                                                            | | Étienne-François Letourneur 2. November 1795 – 20. Mai 1797                                                   |
| | Paul Barras 2. November 1795 – 9. November 1799                                                               | François Barthélemy 20. Mai –4. September 1797                                                                | Louis-Marie de la Révellière 2. November 1795 – 18. Juni 1799                                                 | | Jean-François Reubell 2. November 1795 – 16. Mai 1799                                                         | | Lazare Carnot 2. November 1795 – 4. September 1797                                                            | | |
| | Paul Barras 2. November 1795 – 9. November 1799                                                               | Philippe-Antoine Merlin 4. September 1797 – 18. Juni 1799                                                     | Louis-Marie de la Révellière 2. November 1795 – 18. Juni 1799                                                 | | Jean-François Reubell 2. November 1795 – 16. Mai 1799                                                         | François de Neufchâteau 4. September 1797 – 15. Mai 1798                                                      | | | |
| | Paul Barras 2. November 1795 – 9. November 1799                                                               | Philippe-Antoine Merlin 4. September 1797 – 18. Juni 1799                                                     | Louis-Marie de la Révellière 2. November 1795 – 18. Juni 1799                                                 | Jean-Baptiste Treilhard 15. Mai 1798 – 17. Juni 1799                                                          | Jean-François Reubell 2. November 1795 – 16. Mai 1799                                                         | | | | |
| | Paul Barras 2. November 1795 – 9. November 1799                                                               | Philippe-Antoine Merlin 4. September 1797 – 18. Juni 1799                                                     | Louis-Marie de la Révellière 2. November 1795 – 18. Juni 1799                                                 | Emmanuel Joseph Sieyès 16. Mai – 9. November 1799                                                             | | | | | |
| | Paul Barras 2. November 1795 – 9. November 1799                                                               | Roger Ducos 18. Juni – 9. November 1799                                                                       | | Jean-François Moulin 18. Juni – 10. November 1799                                                             | | Louis-Jérôme Gohier 17. Juni – 10. November 1799                                                              | | | |
| Nach dem Staatsstreich von Napoleon Bonaparte traten Barras, Ducos and Sieyès zurück. Moulin und Gohier verweigerten den Rücktritt und wurden von General Moreau verhaftet. | | | | | | | | | |

## 1. Direktorium vom 9. Brumaire IV
(amtierte 568 Tage ab dem 31. Oktober 1795)
- Lazare Nicolas Marguerite Carnot
- Étienne-François Le Tourneur
- Paul de Barras
- Jean-François Reubell
- Louis-Marie de La Révellière-Lépeaux

## 2. Direktorium vom 1. Prairial V
(amtierte 106 Tage ab dem 21. Mai 1797)
- Lazare Nicolas Marguerite Carnot
- François Barthélemy
- Paul de Barras
- Jean-François Reubell
- Louis-Marie de La Révellière-Lépeaux

## 3. Direktorium vom 18. Fructidor V
(amtierte 287 Tage ab dem 4. September 1797)
- Nicolas-Louis François de Neufchâteau
- Philippe-Antoine Merlin de Douai
- Paul de Barras
- Jean-François Reubell
- Louis-Marie de La Révellière-Lépeaux

## 4. Direktorium vom 29. Prairial VI
(amtierte 334 Tage ab dem 18. Juni 1798) 
- Jean-Baptiste Treilhard
- Philippe-Antoine Merlin de Douai
- Paul de Barras
- Jean-François Reubell
- Louis-Marie de La Révellière-Lépeaux

## 5. Direktorium vom 27. Floreal VII
(amtierte 31 Tage ab dem 17. Mai 1799) 
- Jean-Baptiste Treilhard
- Philippe-Antoine Merlin de Douai
- Paul de Barras
- Emmanuel Joseph Sieyès

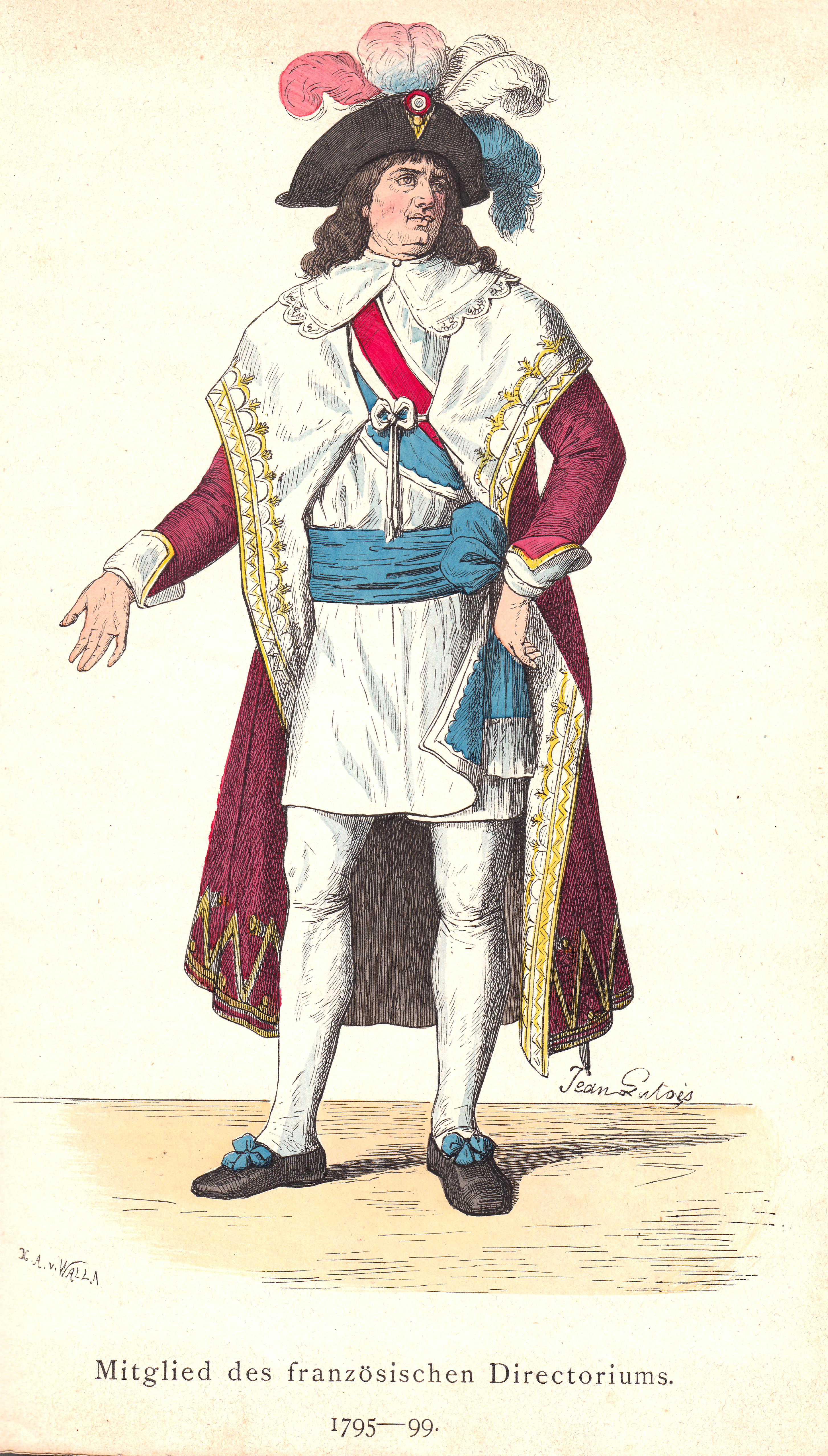
Mitglied des Direktoriums

- Louis-Marie de La Révellière-Lépeaux

## 6. Direktorium vom 29. Prairial VII
(amtierte 3 Tage ab dem 17. Juni 1799) 
- Louis-Jérôme Gohier
- Philippe-Antoine Merlin de Douai
- Paul de Barras
- Emmanuel Joseph Sieyès
- Louis-Marie de La Révellière-Lépeaux

## 7. Direktorium vom 2. Messidor
(amtierte 142 Tage ab dem 20. Juni 1799) 
- Louis-Jérôme Gohier
- Jean-François Moulin
- Paul de Barras
- Emmanuel Joseph Sieyès
- Roger Ducos